# Lista de jogadores com mais pontos em um jogo NBB
Esta é a lista completa de jogadores que marcaram 40 pontos ou mais em um jogo do Novo Basquete Brasil.

## Legenda
| ^ | Denota o jogador que ainda atua no NBB | Denota o jogador que ainda atua no NBB | Denota o jogador que ainda atua no NBB | Denota o jogador que ainda atua no NBB | Denota o jogador que ainda atua no NBB |
|   | Ocorrido nos playoffs                  |                                        |                                        |                                        |                                        |
|   | Time do jogador perdeu o jogo          |                                        |                                        |                                        |                                        |

## Lista
| Pontos | Jogador             | Data                    | Time              | Oponente          | Placar  | Min   | AC | AT | 3PC | 3PT | LLC | LLT | Notas | Ref.   |
| ------ | ------------------- | ----------------------- | ----------------- | ----------------- | ------- | ----- | -- | -- | --- | --- | --- | --- | ----- | ------ |
| 63     | Marcelinho Machado^ | 7 de março de 2010      | Flamengo          | São José          | 101–89  | 40:00 | 21 | 28 | 16  | 21  | 5   | 6   |       | [ 1 ]  |
| 50     | Manny Quezada       | 28 de abril de 2014     | São José          | Lobos Brasília    | 95–82   | 35:37 | 14 | 22 | 8   | 12  | 16  | 19  |       | [ 2 ]  |
| 46     | Maurice Riddick     | 25 de fevereiro de 2011 | Espírito Santo    | Limeira           | 82–56   | 40:00 | 16 | 24 | 14  | 22  | 0   | 0   |       | [ 3 ]  |
| 45     | Marcelinho Machado^ | 24 de janeiro de 2010   | Flamengo          | Assis             | 101–89  | 37:22 | 17 | 24 | 8   | 15  | 3   | 5   |       | [ 4 ]  |
| 43     | Marcelinho Machado^ | 25 de janeiro de 2011   | Flamengo          | Araraquara        | 99–86   | 39:05 | 14 | 26 | 8   | 16  | 7   | 8   |       | [ 5 ]  |
| 43     | Marquinhos^         | 27 de abril de 2011     | Pinheiros         | Joinville BA      | 103–105 | 39:19 | 10 | 16 | 5   | 8   | 18  | 18  |       | [ 6 ]  |
| 42     | Dedé Stefanelli^    | 11 de março de 2009     | Paulistano        | Araraquara        | 82–77   | 37:42 | 16 | 22 | 7   | 11  | 3   | 5   |       | [ 7 ]  |
| 41     | Marcelinho Machado^ | 28 de maio de 2010      | Flamengo          | Lobos Brasília    | 90–93   | 39:31 | 12 | 26 | 10  | 19  | 7   | 7   |       | [ 8 ]  |
| 40     | Marcelinho Machado^ | 16 de maio de 2009      | Flamengo          | Pinheiros         | 92–87   | 40:00 | 12 | 19 | 5   | 12  | 11  | 12  |       | [ 9 ]  |
| 40     | Robby Collum        | 27 de fevereiro de 2011 | Unitri/Uberlândia | Assis             | 90–94   | 38:40 | 12 | 20 | 7   | 11  | 9   | 10  |       | [ 10 ] |
| 40     | Marcelinho Machado^ | 8 de maio de 2011       | Flamengo          | Franca            | 86–94   | 37:49 | 10 | 22 | 6   | 14  | 14  | 15  |       | [ 11 ] |
| 40     | Araujo              | 17 de dezembro de 2011  | Paulistano        | Lobos Brasília    | 120–93  | 28:28 | 13 | 20 | 3   | 4   | 11  | 13  |       | [ 12 ] |
| 40     | Marcelinho Machado^ | 23 de fevereiro de 2012 | Flamengo          | Joinville BA      | 97–83   | 32:30 | 14 | 19 | 4   | 8   | 8   | 11  |       | [ 13 ] |
| 40     | Paulinho Boracini^  | 13 de dezembro de 2012  | Pinheiros         | Espírito Santo    | 92–90   | 39:49 | 12 | 21 | 5   | 11  | 11  | 13  |       | [ 14 ] |
| 40     | Nezinho^            | 26 de fevereiro de 2013 | Lobos Brasília    | Basquete Cearense | 104–100 | 42:58 | 12 | 23 | 8   | 15  | 8   | 8   |       | [ 15 ] |